# Egmond aan den Hoef

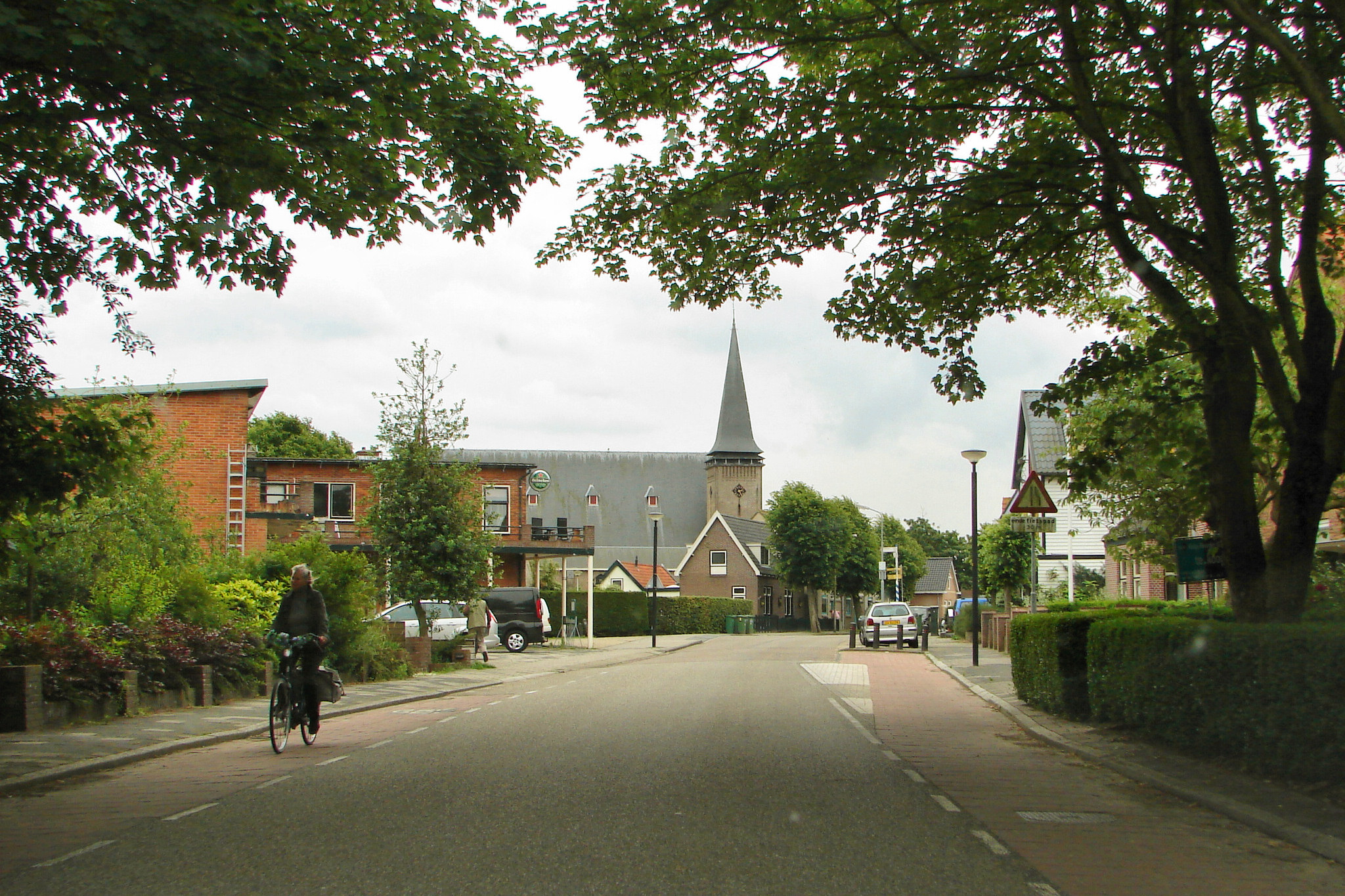

Egmond aan den Hoef (en el grupo de dialectos frisones occidentales Egmunde an de Hoef o Egmond an de Hoef) es un pueblo del municipio de Bergen, Holanda del Norte. Popularmente también se le llama De Hoef y los habitantes se llaman Hoevers. En 2001, el pueblo tenía 2491 habitantes. La zona central del pueblo tiene 0,42 km² y 922 residentes. La zona general de Egmond aan den Hoef tiene una población de unas 3540 personas.

Egmond aan den Hoef está en la orilla de las dunas, entre Egmond aan Zee y la zona de pólderes del Lago de Egmond. La referencia más antigua al sitio podría ser de un Huvi en 889, pero no se tiene certeza de que trate del mismo sitio. Es probable que el nombre actual tenga que ver con la familia de caballeros nobles de Egmond, que se asentaron en una granja de grandes dimensiones (hoeve en neerlandés) al norte de la abadía de Egmond. Alrededor de la granja se desarrolló poco a poco un pueblo. En 1573 se menciona el sitio como De Hoeff tho Egmonde (La Granja de Egmonde) y en 1745 como Egmondt opde Hoef (Egmondt en la Granja).

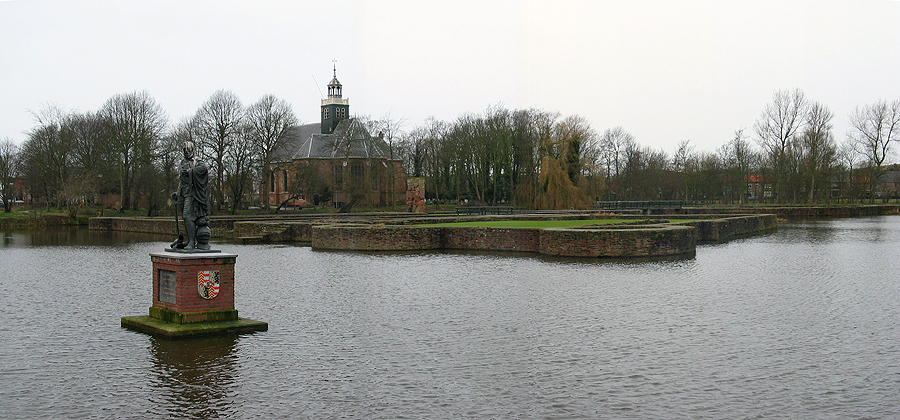
Los restos del castillo op den Hoef (castillo de Egmond) con la estatua de Egmont; al fondo la capilla del totalmente restaurada en el.

En Egmond aan den Hoef se encuentran los restos del castillo de den Hoef. El castillo se construyó por primera vez en el siglo XI y fue destruido alrededor de 1205. Después de su reconstrucción y fortificación, volvió a ser destruido en el siglo XIV y entonces volvió a ser reconstruido. En 1573 los Geuzen, dirigidos por Diederik Sonoy, demolieron la edificación por orden de Guillermo de Orange. Los restos fueron derribados a finales del siglo XVIII y volvieron a ser excavados a partir de 1830.
René Descartes vivió en este pueblo en 1649 antes de salir de los Países Bajos rumbo a Suecia.